# 薩萊諾—阿瑪菲海岸機場
萨勒诺阿马尔菲海岸机场 , 是位于意大利南部坎帕尼亚大区薩萊諾省蓬泰卡尼亚诺法伊阿诺市的国际机场，主要服务于萨勒诺市和阿马尔菲海岸地区。该机场也被称为萨勒诺-蓬泰卡尼亚诺机场。

## 历史

### 早期发展
该机场由意大利空军于1926年建立。1933年至1943年间曾作为飞行训练基地使用。首座机库由著名建筑师皮埃尔·路易吉·内尔维设计。1946年设立气象服务，1952年成立萨勒诺航空俱乐部。自1975年起机场设有宪兵直升机坪，1984年增设消防直升机坪和跳伞学校。1987年新建管制塔台。在2007年前，该机场仅由宪兵、消防队、飞行及跳伞学校和小型私人飞机使用。
此后机场升级以适应民航需求，新建了四个值机柜台、两个登机区以及行李传送带和候机室。跑道配备VOR系统和灯光系统。跑道长度延伸至1,654米（5,427英尺），2011年提出将跑道进一步延长至2,020米（6,630英尺）并建设新基础设施的计划。机场随后于2016年关闭。

### 恢复运营
2024年7月，机场恢复定期客运航班服务。易捷航空和伏林航空开通了国内和国际航线。为适应大型客机起降，跑道已延长至2,000（6,560英尺）。新航站楼建设计划于2025年启动，包括跑道延伸至2,200米（7,220英尺）、增加停机位和新建通用航空航站楼。

## 航空公司与航点
以下航空公司在萨勒诺机场运营定期航班：
| 航空公司            | 目的地                                                                           |
| ------------------- | -------------------------------------------------------------------------------- |
| Air Horizont        | 季节性包机： 杰尔巴, 莫纳斯提尔, 罗得岛, 扎金索斯                                |
| 開羅航空            | 季节性： 沙姆沙伊赫                                                              |
| 英国航空            | 季节性： 伦敦-盖特威克                                                           |
| 易捷航空            | 米兰-马尔彭萨 季节性： 柏林, 日内瓦, 伦敦-盖特威克                               |
| 瑞安航空            | 贝加莫, 沙勒罗瓦, 都灵 季节性： 伦敦-斯坦斯特德, 维也纳                          |
| SkyUp Airlines      | 季节性包机： 沙姆沙伊赫                                                          |
| Sky Vision Airlines | 季节性包机： 沙姆沙伊赫                                                          |
| 伏林航空            | 卡塔尼亚, 维罗纳 季节性： 里昂 (2025年7月4日开通), 马赛 (2025年7月6日开通), 南特 |
| 伏林航空            | 季节性: 巴塞罗那 (2025年7月3日开通), 巴黎-奥利                                   |
| 維兹航空            | 布加勒斯特-奥托佩尼, 布达佩斯, 地拉那                                            |

## 交通

### 公路
可通过A2高速公路（蒙特科尔维诺普利亚诺-蓬泰卡尼亚诺南出口）、萨勒诺环城公路（SS18"蓬泰卡尼亚诺"出口或SP417"阿韦尔萨纳"出口）以及18号国道抵达机场。出租车采用固定费率前往萨勒诺市区，航站楼前设有150个免费停车位。

### 公共交通
机场快线（Salerno Airlink）及当地公交公司CSTP的8号线连接机场与萨勒诺市区。最近火车站为萨勒诺站和蓬泰卡尼亚诺法亚诺站。萨勒诺都会区铁路服务延伸至机场的计划正在筹备中。